# Medhat Abdel-Hady
Medhat Abdel-Hady (arab. ‏مدحت عبد الهادي‎; ur. 12 lipca 1974 w Kairze) – egipski piłkarz występujący podczas kariery na pozycji obrońcy.

## Kariera klubowa
Karierę piłkarską Abdel-Hady rozpoczął w stołecznym klubie Zamalek SC. Z Zamalekiem zdobył Puchar Egiptu w 1999. Na arenie międzynarodowej zdobył Ligę Mistrzów w 1996, Pucharu Zdobywców Pucharów w 2000, Superpuchar Afryki w 1994 i 1997.
W sezonie 2000/01 Abdel-Hady występował w tureckim Kocaelisporze. W 2001 powrócił do Zamaleku. Z Zamalekiem zdobył mistrzostwo Egiptu w 2001, 2003, 2004, Puchar Egiptu w 2002, Superpuchar Egiptu w 2001 i 2002. Na arenie międzynarodowej wygrał Afrykańską Ligę Mistrzów w 2002 i Superpuchar Afryki w 2003. Ostatnim klubem w jego karierze był Petrojet FC, w którym występował w latach 2006–2007.

## Kariera reprezentacyjna
W reprezentacji Egiptu Abdel-Hady zadebiutował w 1995 roku. W 1996 roku został powołany do kadry na Puchar Narodów Afryki 1996. Na turnieju w Południowej Afryce wystąpił w trzech meczach grupowych z Angolą i RPA oraz ćwierćfinałowym z Zambią.
W 1998 roku został powołany do kadry na Puchar Narodów Afryki 1998, który zakończył się zwycięstwem Egiptu. Na turnieju w Burkina Faso wystąpił w pięciu meczach z Mozambikiem, Zambią, Marokiem (czerwona kartka), Burkina Faso i finale z RPA.
W 1999 roku został powołany do kadry na Puchar Konfederacji 1999 w Meksyku, gdzie zagrał we wszystkich trzech meczach z Boliwią, Meksykiem i Arabią Saudyjską. Od 1995 do 2003 roku rozegrał w kadrze narodowej 52 mecze, w których strzelił bramkę.